# Proyecto Agorá
El Proyecto Agorá (del hebreo: פרויקט אגורה), "El Proyecto del Centavo", es un proyecto social israelí cuyo eslogan es "¿Por qué desechar si se puede regalar?". Agorá es una plataforma en Internet para el traspaso gratuito de objetos entre los habitantes de Israel, desarrollada por los jóvenes Tzur Taub y Iarón Ben-Ami, ganadores del premio al mejor sitio web social israelí en 2008 (entregado por la compañía de telecomunicaciones Bezeq). A través del sitio es posible hacerse con ropa, juguetes, libros, electrodomésticos, mobiliario y todo tipo de elementos, con la sola condición de necesitarlos y que otra persona los haya ofrecido. 
"Imagínense una situación en la que alguien requiera un objeto determinado. Antes de gastar dinero en adquirirlo, ingresa a Internet y se cerciora si otro está interesado en regalarle ese objeto." La visión del "Proyecto del Centavo" yace en crear una realidad donde las personas de Israel ofrezcan a otros aquellos elementos que no necesitan pero que aun conservan valor de uso, generando un fuerte impacto en la sociedad y el medio ambiente.
El saldo de esta iniciativa es de 70.000 israelíes registrados en el sitio, 130.000 artículos traspasados y otros 60.000 aun disponibles para adquirir. 